# Pierre Bruxel
Pierre Bruxel est un capitaine corsaire français huguenot du XVIe siècle, né au Havre. Il est principalement connu pour avoir fait l'objet d'un procès retentissant par l'Inquisition en 1560 pour avoir brisé une statue de la Vierge Marie durant une expédition au Mexique. L'historien Bernard Grunberg utilise l'exemple de Pierre Bruxel comme thème central d'une publication sur les protestants et les corsaires au Mexique en 1560.

## Histoire

### Le contexte
En 1559, un groupe de 200 corsaires commandés par Martin Cote et Jean de Horlaville et répartis sur sept navires écume les ports des Caraïbes depuis 1 à 2 ans. Ils prennent les villes de Santa Marta, puis Carthagène des Indes, et une partie des navires prennent Campeche. Ensuite, ils se dirigent vers le Yucatán.
La caravelle commandée par Pierre Bruxel est composée de 11 corsaires français : Mathurin Lefretier, Guillaume de Lafosse, Guillaume Caxiol, Roland Dupin, Louis Lajarin, Thomas Duroy, Jacques Laloet, Nicolas Fellet, Laurent Gueset et Jean Olivier, ainsi que d'un Anglais, John l'Anglais. Pris dans une tempête et poursuivis par les Espagnols, ils se réfugient à Progreso. Quelques jours plus tard, ils apprennent que le traité de paix entre la France et l'Espagne est signé, ils se rendent alors à Mérida.
À Mérida, Pierre Bruxel et Guillaume de Lafosse tiennent des propos agressifs envers la croix, ils doivent s'excuser publiquement quelques jours après leur arrivée. À part cela, les 12 corsaires s'intègrent à la vie de Mérida et en particulier assistent aux offices catholiques.

### L'affaire
En février 1560, un Espagnol habitant Mérida annonce qu'il se trouvait à Carthagène lors de la prise de la ville par les corsaires et qu'il y a été fait prisonnier. Dans sa dénonciation, il déclare avoir vu le groupe de 200 prendre l'or et les habits d'un monastère, avant de les restituer sur les ordres du commandant, puis une statue de la Vierge brisée et un ostensoir renversé. Il rapporte que lorsqu'il a demandé qui avait fait cela, les corsaires ont désigné Pierre Bruxel. Un procès inquisitorial s'ouvre pour sacrilège, affront à l'Église catholique et pour « luthéranisme ».

### Le procès
John l'Anglais est interrogé, il avoue avoir fait tomber quelques hosties en rapportant l'ostensoir volé, comme son commandant le lui avait ordonné. Il déclare également ne pas avoir vu de Nouveau Testament à bord du bateau et n'avoir vu la statue de la Vierge qu'après la casse, donc il ignore l'identité du coupable.
Pierre Bruxel est interrogé, il nie être celui qui a cassé la statue, il reconnait avoir rendu les affaires volées, puis à la demande de l'inquisiteur, il affirme sa foi catholique et doit le prouver en récitant un Avé Maria, quelques psaumes et déclare posséder un livre des saintes écritures.
Les autres corsaires du navire sont interrogés à leur tour et font le même genre de déclarations.
Pierre Bruxel est condamné à 100 coups de fouet puis à de la prison, John l'Anglais à de la prison. Les autres sont condamnés à une pénitence publique, c'est-à-dire assister à une messe, pieds nus et corde autour du cou.

## Analyse
Selon Bernard Grunberg, ce procès retentissant permet de mettre en évidence le rapport à la religion au Mexique et les relations qu'entretenaient les corsaires avec les Espagnols et les Mexicains à cette époque. En effet, on découvre que les biens d'Église sont généralement épargnés par les corsaires, qu'il est plus grave d'être protestant que de tuer un homme (un prêtre est tué pendant l'assaut, les assaillants ne sont pas inquiétés pour cela). D'autres reproches leur sont faits comme de manger de la viande le vendredi (uniquement lorsque la pêche est mauvaise, d'après la défense), de ne pas connaître le dernier couplet de l'Ave Maria (ils ont appris cette version tronquée en Normandie), de ne pas avoir respecté les habits des prêtres, ils s'en seraient vêtus...
On apprend également à cette occasion que Pierre Bruxel faisait accessoirement du trafic de cacao, car on en trouve à bord lors de la fouille du bateau.